# 光寿
光寿（こうじゅ）は、五胡十六国時代、前燕の君主慕容儁の治世で使用された元号。357年2月 - 360年1月。

## 西暦・干支との対照表
| 光寿 | 元年  | 2年   | 3年   | 4年   |
| 西暦 | 357年 | 358年 | 359年 | 360年 |
| 干支 | 丁巳  | 戊午  | 己未  | 庚申  |